# San Luis, Batangas
San Luis là một đô thị cấp bốn ở tỉnh Batangas, Philippines. Theo điều tra dân số năm 2000, đô thị này có dân số 26,924 người trong 5.365 hộ.

## Các đơn vị hành chính
San Luis, về mặt hành chính, được chia thành 26 khu phố (barangay).
| - Abiacao - Bagong Tubig - Balagtasin - Balite - Banoyo - Boboy - Bonliw - Calumpang - Calumpang Đ - Dulangan - Durungao - Locloc - Luya | - Mahabang Parang - Manggahan - Muzon - San Antonio - San Isidro - San Jose - San Martin - Santa Monica - Taliba - Talon - Tejero - Tungal - Poblacion |